# Kakongo-Songo
Pour les articles homonymes, voir Kakongo.
Kakongo-Songo est une localité de la République démocratique du Congo, située dans la province du Kongo central.